# Nutella
Nutella (на български: Нутела) е името на регистрирана търговска марка течен шоколад. Произвежда се от италианската компания Ferrero S.p.A., като излиза на пазара през 1964 г.
„Нутела“ се продава в 75 държави по света.

## Състав
Захар, палмово масло, лешници 13 %, обезмаслено какао 7,4 %, обезмаслено сухо мляко 5 %, лактоза, суха суроватка, емулгатор (соев лецитин), ароматизатор (ванилин).
- Съставът варира в различните държави: например, в италианската версия, съдържанието на захар е по-малко, отколкото във Франция. Във вариантите за Русия, САЩ, Канада, Украйна и Мексико се използва палмово масло (до 2006 г. се е употребявало фъстъчено) вместо растително. Незначително се колебаят и процентите на сухото мляко: от 5 % (в Русия, Италия, Гърция) до 8,7 % (в Австралия и Нова Зеландия).